# グレート・ウェスタン鉄道1000形蒸気機関車

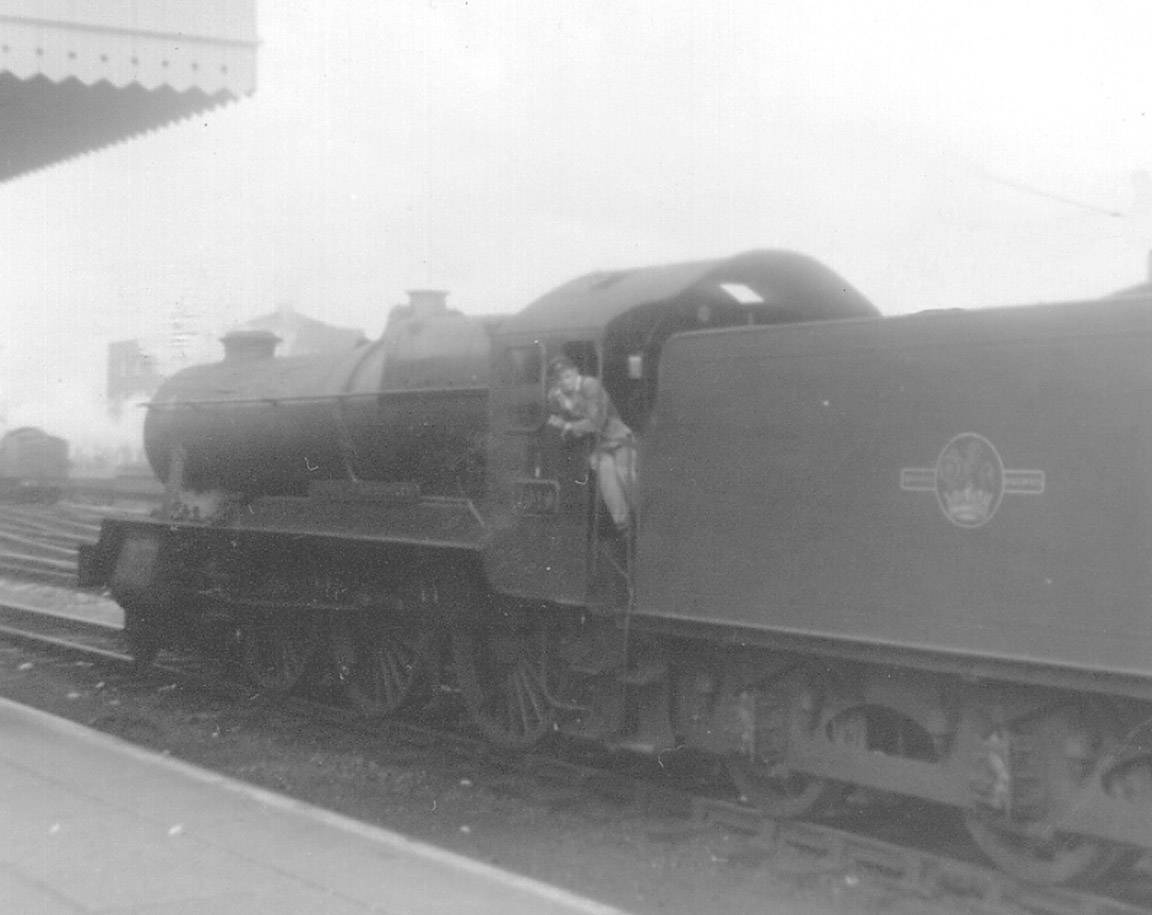
1019 County of Merioneth、ブリストル・テンプル・ミーズ駅、1960年

グレート・ウェスタン鉄道1000形蒸気機関車（1000 Class）はイギリスのグレート・ウェスタン鉄道（GWR）が製造したテンダー式蒸気機関車の1形式であり、GWR 2気筒4-6-0急行機関車における最終形であり、グレート・ウェスタン鉄道2900形蒸気機関車が元になった。これらは国有化前に構築された最後のGWR旅客用機関車であり、グレート・ウェスタン鉄道6959形蒸気機関車の大型版だったが、ボイラーはLMS 8F形蒸気機関車に基づいていた。各車の固有名から、カウンティクラス (County Class) と通称される。

## 概要
本形式は、戦時下の高速客貨混合列車のためにGWR最後の技師長 (Chief Mechanic Engineer：CME) であるフレデリック・ホークスワース（在任期間 : 1941年 - 1947年）によって設計された。他のGWR 4-6-0とは異なり、すべての車輪を覆う1つの長いスプラッシャーと、湾曲していないまっすぐなネームプレートがあった。本形式は、GWRが通る郡の名前を持っていた（そのうちのいくつかは、1930年代にすべて廃棄された以前の4-4-0カウンティクラスだった）。ホールクラスなどの他の主要な機関車ほど人気がなかった。貨客両用機の改ホールクラスを基本としつつ、1930年代以降のヨーロッパの鉄道で試みられていた蒸気機関車の性能向上のための様々な新技術を盛り込む形で設計され、セイントクラス以来のGWR標準2気筒テンホイラーの基本レイアウトと軸重20t上限、という2つの制約の中で極限性能を引き出すことを目的とした。つまり、いわば「超・改ホールクラス」として開発されたものであり、スタークラスの方法論の究極解となったキングクラスと対をなすものであった。

## 設計
最大軸重20tの範囲で、それも2気筒で4気筒のキャッスルクラスを凌駕する高性能を実現するため、ボイラーはキャッスルクラスのNo.8形 (Type No.8) やキングクラスのNo.12形 (Type No.12) とも異なるNo.15形 (Type No.15) が搭載された。
このボイラーはGWRスウィンドン工場が第二次世界大戦中にイギリス交通委員会傘下の鉄道管理委員会の発注により80両を肩代わり製造した、ロンドン・ミッドランド・アンド・スコティッシュ鉄道 (LMS) 8F形の設計を手直ししたもので、改ホール級で好成績を収めた新型の4列過熱管を導入、No.8形よりも缶胴部が大直径・短煙管化され、更に使用圧力をNo.8形の225ポンド/平方インチからNo.12形の250ポンド/平方インチを上回る280ポンド/平方インチまで一気に引き上げることで燃焼効率を向上した。
このボイラーは同時期に設計された1500形の弁装置と共に、本来はホークスワースが設計作業を進めていたパシフィック形（4-6-2または2C1）軸配置の高速旅客列車用新型機関車のために開発されていた技術・設計を流用したものである。そのため、本形式は本命のパシフィック機を製造する前に、超高圧ボイラーおよびその補機群の実働データを収集するためのテストベッドとしての役割も持たされていた。
もっとも、このボイラーは高圧化による高性能実現と引き替えにボイラー缶胴の直径増大や重心の向上を伴っており、2気筒で4気筒機に匹敵する牽引力を確保する必要もあって動輪径の縮小を求められた。このため、動輪径はホール/改ホール級よりは拡大されたものの、それでもキング級よりも更に3インチ小さい6フィート3インチ (1,905mm) 径となっている。
このように、ボイラーと動輪、そしてボイラーに付帯する高圧化された各種機器は新設計や設計変更が実施されたが、板台枠とされた台枠など下回りの基本構造は実績あるセイント級以来の標準設計に従う改ホール級の設計がほぼそのまま踏襲されており、炭水車もホークスワース設計による改ホールクラス用と共通のものが製造された。

## 製造
前述の通り、GWR最後の3年間に30両が自社スウィンドン工場で製造されたが、何両かについては固有名の割り当ても完了していたにもかかわらず、以後の増備はキャンセルされた。
更に国有化後、本形式と入れ替わりでキャッスル級の量産が再開されており、意欲的な設計とは裏腹に本形式は取り扱いに難があったことが見て取れる。
本形式はその後1956年にボイラーの使用圧力をキング級のNo.12形ボイラーと共通の250ポンド/平方インチに降圧している。これは戦前に19気圧から20気圧前後の超高圧煙管式ボイラーを採用したドイツの05形をはじめとする各国の機関車群と同様、その大半が戦後補機のメンテナンスやパッキンの経時劣化に伴う蒸気漏れに手を焼いて実施されたもので、高圧2気筒機故にハンマー・ブロー現象による軌道破壊が増大する恐れがあったことも一因であった。
なお、本形式は降圧後の1956年から1959年にかけて、煙室部の設計変更が実施され、通風量の増大による燃焼効率の改善が実施されている。

## 運用
GWRでは2気筒機であったにもかかわらず、4気筒のキャッスル級と同等性能（パワークラス“D”）と評価され、共通運用に充当された。これに対し、国有化後はその性能・特性差から、貨客両用の“6-MT”と別区分が与えられている。
ブリストル–パディントンの走行では、安定した連続蒸気が必要であり、時間を補おうとすると、機関車の蒸気が不足する可能性があった。コーニッシュ線は、全体で最大60mphの速度制限があるだけではなく、段階的なスイッチバックがあった。ウルバーハンプトンからシュルーズベリーまでの幹線は、機関車が最も印象的だった。1956年以降、ダブルチムニーに取り替えられ、ボイラーの圧力が低下した。
1945年から1947年までにグレート・ウェスタン鉄道スウィンドン工場で1000 - 1029の合計30両が製造されたが、1962年から1964年の間に廃車され、全車解体処分された。

## 諸元
- 全長 mm
- 全高 mm
- 軸配置 2C（テンホイラー）
- 動輪直径 1,905mm
- 弁装置:
  - 内側スティーブンソン式弁装置（ピストン弁使用）
- シリンダー（直径×行程） 406mm×660mm
- ボイラー圧力 19.68kg/cm² （= 280lbs/in2 = 1.93MPa)）
- 火格子面積 2.68m²
- 機関車重量 76t
- 軸重 20t
- 炭水車重量 49t

## 固有名
- 1000    Middlesex
- 1001    Buckingham
- 1002    Berkshire
- 1003    Wiltshire
- 1004    Somerset
- 1005    Devon
- 1006    Cornwall
- 1007    Brecknock

- 1008    Cardigan
- 1009    Carmarthen
- 1010    Caernarvon
- 1011    Chester
- 1012    Denbigh
- 1013    Dorset
- 1014    Glamorgan
- 1015    Gloucester

- 1016    Hampshire
- 1017    Hereford
- 1018    Leicester
- 1019    Merioneth
- 1020    Monmouth
- 1021    Montgomery
- 1022    Northampton
- 1023    Oxford

- 1024    Pembroke
- 1025    Radnor
- 1026    Shropshire
- 1027    Stafford
- 1028    Warwick
- 1029    Worcester

- 未成車
- 1030    Yorkshire
- 1031    Lincolnshire
- 1032    Bicester
- 1033    Derbyshire
- 1034    Nidderdale
- 1035    Durham
- 1036    Nottinghamshire
- 1037    Airedale
- 1038    Lancashire

## 保存車
前述の通り、本形式は既に全車解体されており、保存車は存在しない。
ただし、GWR由来の蒸気機関車を多数保存しているディドコット鉄道センター (DIDCOT RAILWAY CENTER) の手により、原型となった改ホールクラスNo.7927 Willington Hallの台枠と、No.15形ボイラーの基本となったLMS 8F形の48518号機に搭載されていたボイラーを使用して本形式を復元するプロジェクトが進められている。